# Evaki
Evaki (Ewaki), Evaki je noćna božica brazilkih Bakairi Indijanaca, teta heroja kulture, blizanaca Keri i Kame. Evaki ima odgovornost svakog jutra izvaditi sunce iz ćupa u kojoj se nalazi i vratiti ga navečer. Evaki se povezuje sa spavanjem i snovima, a ponekad se predstavlja i kao šišmiš.